# 猶加敦馬雅語
猶加敦瑪雅語，又稱為猶加敦語，是猶加敦半島上瑪雅人的語言，同時也使用於貝里斯北部及瓜地馬拉的部分地區，其源頭可追溯至5,000年前古典瑪雅語的猶加敦方言。對當地使用者來說，他們只稱呼自己的語言為「瑪雅語」（Maya 或 Maaya t'aan），而「猶加敦」是語言學家為了將之與「瑪雅語系」的稱呼作區別而加上的。據統計，猶加敦瑪雅語在墨西哥及貝里斯分別有70萬和5000名使用人口。猶加敦瑪雅語在現今的猶加敦地區仍是主要語言，尤其是在鄉村地區。

## 音系
猶加敦瑪雅語和其他許多瑪雅語系語言的一項特徵，是它們都有「擠喉音」：/p'/、/k'/，及 /t'/，也就是在發音之後會有一個喉塞音，使發音時會有一個短暫的停頓或小阻塞。這個音在書寫時，是以一個在字母右邊的省略符號表示，例如 k'ux k'a k'al。

### 輔音
|        |        | 唇音      | 齒齦音    | 硬顎音    | 軟顎音  | 喉音  |
| ------ | ------ | --------- | --------- | --------- | ------- | ----- |
| 鼻音   | 鼻音   | m ⟨m⟩     | n ⟨n⟩     |           |         |       |
| 內爆音 | 內爆音 | ɓ ⟨b⟩     |           |           |         |       |
| 塞音   | 一般   | p ⟨p⟩     | t ⟨t⟩     |           | k ⟨k⟩   | ʔ ⟨ʼ⟩ |
| 塞音   | 擠喉音 | pʼ ⟨pʼ⟩   | tʼ ⟨tʼ⟩   |           | kʼ ⟨kʼ⟩ |       |
| 塞擦音 | 一般   |           | ts ⟨tz⟩   | tʃ ⟨ch⟩   |         |       |
| 塞擦音 | 擠喉音 |           | tsʼ ⟨tzʼ⟩ | tʃʼ ⟨chʼ⟩ |         |       |
| 擦音   | 擦音   |           | s ⟨s⟩     | ʃ ⟨x⟩     | x ⟨j⟩   | h ⟨h⟩ |
| 近音   | 近音   | w ~ v ⟨w⟩ | l ⟨l⟩     | j ⟨y⟩     |         |       |
| 閃音   | 閃音   |           | ɾ ⟨r⟩     |           |         |       |

1. ↑  字母⟨w⟩可表示[w]或[v]。兩者為同位音，但一般認為/w/是較正確的發音。

猶加敦馬雅語的塞音是不送氣音，如同英文spill、skill、still等詞中的塞音p、t、k。

### 元音
猶加敦馬雅語的元音系統是一般常見的五元音系統：
|    | 前 | 前 |
| -- | -- | -- |
| 閉 | i  | u  |
| 中 | e  | o  |
| 開 | a  | a  |

## 文法
猶加敦瑪雅語是一種膠著語，也因此在組合之下，一個詞就可以變得非常長。猶加敦瑪雅語有大量的字根、前綴、後綴，及字綴。
就像所有瑪雅語系的語言，猶加敦瑪雅語屬於一種作格語言。

## 文字
現在用來書寫猶加敦瑪雅語的文字是拉丁字母，在西班牙人征服猶加敦的時候由西班牙人帶入，使用的是當時舊式的西班牙語拼字法（例如以 "x" 代表英語裡的後齒齦擦音 "sh"，此音後來在現在的西班牙語裡變為拼成 "j" 的小舌擦音，除了一些擬古的拼法，如 "México"）。在殖民時期，還有一個倒"c" (ɔ)常用來代表現在拼成 "dz" 的音。在前哥倫布時期，猶加敦瑪雅語是以瑪雅象形文字書寫。

## 外部連結
- Ethnologue report on Maya, Yucatán （页面存档备份，存于）
- 猶加敦馬雅語 （页面存档备份，存于）

1. ↑  Bricker, Victoria. . University of Utah Press. 1998: XII. ISBN 978-0874805697.